# ديفيد بروس (لاعب كرة قدم)
ديفيد بروس (بالإنجليزية: David Burrows)‏ هو لاعب كرة قدم بريطاني، ولد في 25 أكتوبر 1968 في Dudley ‏ في المملكة المتحدة. شارك مع منتخب إنجلترا تحت 21 سنة لكرة القدم ومنتخب إنجلترا لكرة القدم الرديف. أما مع النوادي، فقد لعب مع برمنغهام سيتي وشيفيلد وينزداي وكوفنتري سيتي ونادي إيفرتون ونادي ليفربول ووست بروميتش ألبيون ووست هام يونايتد.

## وصلات خارجية
- ديفيد بروس على موقع الاتحاد الأوربي (الإنجليزية)
- ديفيد بروس على موقع قاعدة بيانات كرة القدم.إي يو (الإنجليزية)
- ديفيد بروس على موقع Soccerbase.com (لاعب) (الإنجليزية)
- ديفيد بروس على موقع عالم كرة القدم.نت (الإنجليزية)